# مستشفى الحسين الجامعي
مستشفى الحسين الجامعي هو مستشفى تعليمي مصري، وأحد مستشفيات جامعة الأزهر، يتبع كلية الطب جامعة الأزهر بالقاهرة، يقع في حي الدرَاسة بمدينة القاهرة، على مساحة حوالي 3.5 فدان، أنشأ سنة 1964، بلغت طاقته الاستيعابية سنة 2018 حوالي 1200 سرير، ويستقبل بمتوسط 5000 مريض يوميًا.

## الأقسام
- المبنى القديم، ويحتوي على أقسام: الأمراض المتوطنة والطب النفسي وجراحة الأوعية الدموية وجراحة التجميل وجراحة العظام ورعاية القلب والرعاية العامة ورعاية الأطفال وحديثي الولادة والنساء والتوليد.
- المبنى الجديد، ويحتوى على أقسام: الدم والمسالك البولية والأنف والأذن والجراحة العامة والعمليات الكبرى والمناظير والصدرية والقلب وجراحة المخ والأعصاب وجراحة القلب والصدر الرمد والأطفال والعصبية والباطنة العامة.
- مبنى الطوارئ.
- مبنى قسم التحاليل الطبية والجلدية.
- مبنى يحتوى على قسم التعليم الطبي والإدارة وقسم الطب النووي والأورام وقسم السمعيات والتخاطب.
- مبنى خاص بالشئون الإدارية.

## وصلات خارجية
- صفحة إدارة العلاقات العامة بالمسشتفى على موقع فيس بوك.
- الموقع الرسمي لكلية الطب جامعة الأزهر.